# Aegotheles crinifrons
El egotelo de Halmahera o egotelo moluqueño (Aegotheles crinifrons) es una especie de ave caprimulgiforme de la familia Aegothelidae endémica de Indonesia.

## Distribución y hábitat
Se encuentra solo en las selvas de las islas Molucas septentrionales.